# تومويوكي كوبوتا
تومويوكي كوبوتا (باليابانية: 久保田智之؛ بالكانا: くぼた ともゆき) هو لاعب كرة قاعدة ياباني، ولد في 30 يناير 1981 في يوشيمي ‏ في اليابان.

## روابط خارجية
- تومويوكي كوبوتا على موقع الدوري الياباني لكرة القاعدة (الإنجليزية)